# Coleophora gilveolella
Coleophora gilveolella es una especie de mariposa del género Coleophora, familia Coleophoridae.